# Чепигово
Чепигово (мкд. Чепигово) је насеље у Северној Македонији, у јужном делу државе. Чепигово припада општини Прилеп.

## Географија
Насеље Чепигово је смештено у јужном делу Северне Македоније. Од најближег већег града, Прилепа, насеље је удаљено 20 km југозападно.
Чепигово се налази у средишњем делу Пелагоније, највеће висоравни Северне Македоније. Село је смештено у средишњем делу поља, а најближа планина је Селечка планина, 15 km источно. Јужно од села протиче Црна река. Надморска висина насеља је приближно 600 метара.
Клима у насељу је континентална.

## Становништво
По попису становништва из 2002. године Чепигово је имало 93 становника.
Претежно становништво у насељу су етнички Македонци (98%).
Већинска вероисповест у насељу је православље.